# 木屋平村
木屋平村（こやだいらそん）は、徳島県にあった村である。2005年3月1日、美馬町、穴吹町、脇町と合併して美馬市木屋平となった。

## 地理
- 山：剣山、一ノ森、正善山、綱付山、丸笹山、赤帽子山、天神丸
- 川：穴吹川

## 歴史
- 1889年10月1日 - 町村制施行に伴い、木屋平村、川井村、三ツ木村が合併して木屋平村が成立。
- 1955年1月1日 - 中枝村の一部（中村山のうち字二戸・木中・今丸・南二戸・東野々脇・西野々脇）が編入。
- 1973年7月1日 - 所属が麻植郡から美馬郡に変更。
- 2005年03月1日 - 美馬町、穴吹町、脇町と合併して美馬市となり消滅。

## 教育

### 中学校
- 木屋平村立木屋平中学校
- 以下2校は1974年に木屋平中学校に統合されて閉校。
  - 木屋平村立川井中学校
  - 木屋平村立三ツ木中学校

### 小学校
- 木屋平村立木屋平小学校

## 交通

### 鉄道
村内を鉄道路線は通っていない。最寄り駅は、JR四国徳島線穴吹駅。

### 道路
- 一般国道
  - 国道438号
  - 国道492号
- 都道府県道
  - 徳島県道260号中野木屋平線

## 名所・旧跡・観光スポット・祭事・催事
- 中尾山高原
- 木屋平村民俗資料館
- 三木家住宅・三木家資料館
- 龍光寺
- 新田の滝